# Lee Phelps
Lee Phelps est un acteur américain né en Pennsylvanie le 15 mai 1893 et mort à Culver City, Comté de Los Angeles, aux États-Unis le 19 mars 1953.

## Filmographie partielle
- 1918 : False Ambition de Gilbert P. Hamilton
- 1918 : Le Secret des mailles (The Secret Code) d'Albert Parker
- 1921 : The Road Demon  de Lynn Reynolds
- 1921 : Ayez donc des gosses (I Do) de Hal Roach
- 1926 : Baby Clothes
- 1927 : Mon neveu l'Écossais (Putting Pants on Philip) de Clyde Bruckman
- 1930 : Danger Lights
- 1930 : Terre commune (Common Clay) de Victor Fleming
- 1931 : No Limit de Frank Tuttle (non crédité)
- 1931 : Ladies' Man de Lothar Mendes (non crédité)
- 1931 : Élection orageuse (Politics) de Charles Reisner
- 1931 : Strangers May Kiss
- 1931 : Flying High de Charles Reisner
- 1931 : Le Champion (The Champ) de King Vidor
- 1933 : Bedtime Worries (en)
- 1933 : Mary Stevens, M.D. de Lloyd Bacon
- 1933 : Her First Mate de William Wyler
- 1933 : The Chief de Charles Reisner
- 1933 : Parole Girl d'Edward F. Cline
- 1934 : Transatlantic Merry-Go-Round (en)
- 1934 : The Show-Off de Charles Reisner
- 1934 : You Can't Buy Everything de Charles Reisner
- 1935 : Le Bousilleur (Devil Dogs of the Air) de Lloyd Bacon
- 1935 : Émeutes (Frisco Kid) de Lloyd Bacon
- 1935 : It's in the Air de Charles Reisner
- 1935 : The Winning Ticket de Charles Reisner
- 1936 : Caïn et Mabel (Cain and Mabel) de Lloyd Bacon
- 1936 : Palm Springs
- 1937 : Sous-marin D-1 (Submarine D-1) de Lloyd Bacon
- 1938 : The Gladiator
- 1938 : Cinq Jeunes Filles endiablées (Spring Madness) de S. Sylvan Simon
- 1939 : Career de Leigh Jason
- 1939 : Boys' Reformatory
- 1940 : Ville conquise (City for Conquest) de Anatole Litvak
- 1941 : Évitons le scandale ! (Design for Scandal) de Norman Taurog
- 1941 : A Shot in the Dark de William C. McGann
- 1941 : L'Appel du Nord (Wild Geese Calling) de John Brahm
- 1942 : War Dogs
- 1942 : Life Begins at Eight-Thirty de Irving Pichel
- 1942 : Born to Sing d'Edward Ludwig
- 1942 : Broadway de William A. Seiter
- 1945 : Roughly Speaking de Michael Curtiz
- 1947 : Dernière lune de miel (Lost Honeymoon) de Leigh Jason
- 1947 : Ils étaient quatre frères (Blaze of Noon) de John Farrow
- 1949 : The Green Promise de William D. Russell
- 1953 : Desperadoes of the West
- 1953 : La Jolie Batelière (The Farmer Takes a Wife) de Henry Levin
- 1953 : La Dernière Minute (Count the Hours) de Don Siegel